# 좁은부채파초
좁은부채파초속은 극락조화과의 단일종으로 이루어진 속이다. 프랑스령 기아나, 수리남, 아마존강 동쪽 유역에 서식하는 좁은부채파초만이 등록되어있다. 이 식물은 높이 10m 이상으로 자라나지만 마체테를 한 번 휘두르기만 하면 잘려나간다.
좁은부채파초는 여인초(Traveler's palm)라 불리지는 않지만, 브라질에서 조경 요소로 흔히 쓰인다. 브라질 에서는 주로 칼라테아(물칸나과)의 이파리를 쓸 수 없을 때 좁은부채파초의 넓적한 이파리를 물고기를 싸는 데 쓴다.
이 속은 이전에는 동아프리카에 서식하는 부채파초속에 포함되어있었으나, 지금은 아니다.